# Bartini A-57
Bartini A-57 è il nome relativo al progetto di un bombardiere strategico supersonico progettato per l'aviazione sovietica da Roberto Oros di Bartini a partire dalla fine degli anni cinquanta. Lo sviluppo venne interrotto nei primissimi anni sessanta.

## Sviluppo
Bartini fu autorizzato a procedere con lo sviluppo dell'A-57 nel 1957. Nel 1961, tuttavia, il progetto venne sostanzialmente abbandonato, così come tutte le varie sottoversioni che erano state teorizzate dall'ingegnere fiumano. L'aereo rimase interamente sulla carta, e non risulta che sia iniziata la costruzione di prototipi.

Il progetto fu comunque sottoposto all'esame di una commissione di esperti, che diede un parere complessivamente favorevole. Tra questi, vi era anche Vladimir Michajlovič Mjasiščev, che nello stesso periodo stava portando avanti progetti di aerei ad altissime prestazioni (anch'essi mai realizzati) come i Myasishchev M-50 e M-53. L'aereo fu inoltre considerato da Pavel Vladimirovič Cybin per il trasporto del suo missile da crociera supersonico S-30.

## Tecnica
L'A-57 era caratterizzato da una linea piuttosto futuristica, per gli anni cinquanta (e non solo). Secondo quanto previsto dal suo progettista, l'aereo avrebbe dovuto avere delle grandi dimensioni, con una lunghezza compresa tra 69,5 e 72,5 metri, ed un'apertura alare di 36,5-37,1 metri. La superficie alare avrebbe dovuto essere di 755 metri quadrati. Il peso al decollo previsto era di 320 tonnellate, con un equipaggio di tre elementi.

L'A-57 era stato progettato per operare soprattutto sull'acqua. Infatti, nelle intenzioni dei responsabili, questo velivolo avrebbe dovuto essere in grado di decollare su superfici d'acqua, senza il bisogno di utilizzare aeroporti terrestri, che erano più vulnerabili. In considerazione di ciò, il carrello di atterraggio mancava completamente, anche se fu comunque previsto uno sganciabile da utilizzare nel caso fosse necessario decollare da basi terrestri. Viceversa, fu progettato uno speciale pattino retrattile per il decollo su acqua o ghiaccio. Inoltre, fu previsto un intero set di equipaggiamento per utilizzo navale: infatti, era stata prevista anche la possibilità per l'A-57 di rifornirsi in mare aperto, utilizzando degli appositi sottomarini-petroliera. Tali soluzioni avrebbero dovuto garantire la possibilità per questo bombardiere non solo di essere schierato ovunque nel mondo, ma anche di evitare la costruzione di costose strutture per il suo ricovero.
La propulsione avrebbe dovuto essere assicurata da cinque turbogetti, sistemati nella parte superiore della fusoliera. Furono due i propulsori considerati:
- Kuznetsov NK-6 da 22.500 kgf
- Kuznetsov NK-10B da 26.000 kgf

La preferenza finale andò probabilmente sugli NK-10B, più potenti ed in grado di assicurare una spinta complessiva di 130.000 kg. La velocità prevista, comunque, era di 2.500 km/h, l'autonomia di circa 14.000 km e la tangenza operativa era compresa tra i 18.000 ed i 23.000 metri.

L'armamento avrebbe dovuto essere costituito da una bomba termonucleare di tipo 244N con puntamento inerziale, del peso massimo di 3.000 kg, sistemata nella stiva. L'aereo venne inoltre considerato per trasportare il missile da crociera supersonico S-30, in fase di sviluppo da Cybin  in quel periodo. Quest'ultimo avrebbe dovuto essere sistemato sulla sezione motori, e sganciato alla velocità di 800–850 km/h, ad 11.000 metri di quota. In alternativa, era previsto che al posto del missile fosse imbarcato un ricognitore del tipo Tsybin 2RS/RSR, che derivava dallo stesso progetto di base. Il ricognitore avrebbe dovuto essere trasportato alla velocità di 2.500 km/h fino al punto di sgancio: dopo aver compiuto la missione, il piccolo velivolo avrebbe dovuto utilizzare il suo carburante per tornare alla base.

Per quanto riguarda le dotazioni di bordo, era previsto che l'A-57 ricevesse il meglio della tecnologia sovietica disponibile negli anni cinquanta. In particolare, il bombardiere avrebbe dovuto montare sistemi SVR-1 (radar), Roza e Venik (contromisure), TRS-45 (dispensatori di Chaff), Veter (navigazione) e Planet (comunicazione).

Nel corso degli anni, fino al 1961, vennero teorizzate anche altre versioni dell'A-57.
- R-57-AL: ricognitore a lungo raggio
- F-57: bombardiere supersonico di prima linea
- A-55: bombardiere a medio raggio

Nessuna di queste ebbe però un seguito pratico, e tutti i lavori sull'aereo furono abbandonati.